# John Horner
John Scott Horner (Warrenton, 5 dicembre 1802 – Ripon, 3 febbraio 1883) è stato un politico statunitense.
Fu governatore del Territorio del Michigan tra il 1835 e il 1836 e segretario di stato del Territorio del Wisconsin tra il 1836 e il 1837.

## Biografia
Il 15 agosto 1835 il presidente statunitense Andrew Jackson nominò Horner segretario e governatore del Territorio del Michigan, sostituendo Stevens Mason. Indipendentemente dal fatto che lo sapesse o no, Horner fu eletto governatore in un periodo fragile, in quanto era in corso la Guerra di Toledo. Jackson, affrontando la rielezione presidenziale nel 1836, non si volle alleare all'Ohio, nonostante fosse uno degli Stati più potenti. Perciò revocò Mason dalla sua carica. Mason era molto favorevole all'entrata del Michigan negli Stati Uniti e sperava che la Guerra di Toledo si sarebbe conclusa il prima possibile, ovviamente con la vincita del suo Stato. Al desiderio di Mason il Michigan creò una costituzione che non avrebbe annullato il potere dell'Enabling Act (1802). La gente adottò la costituzione nell'ottobre 1835 e allo stesso tempo elesse Mason come governatore.
Il Congresso degli Stati Uniti creò il Territorio del Wisconsin il 3 luglio 1836 e Horner assunse la carica di segretario di Stato, lasciando, de facto, il Governo del Michigan a Mason. Nel giugno 1837 Jackson trasferì Horner al ruolo di cassiere del Green Bay Land Office. Horner ricevette molte richieste da suoi amici per trasferirsi in Virginia, e, nel 1847, Horner andò a vivere in una fattoria sul lago Green nell'attuale Contea di Green Lake. Nel 1849 fu eletto giudice della Contea di Marquette, che allora includeva la Contea di Green Lake. Ricoprì tale carica finché la corte non fu chiusa nel 1854.